# Festival international du film de Moscou 2021
Le Festival international du film de Moscou 2021, 43e édition du festival, se déroule du 22 au 29 avril 2021.

## Déroulement et faits marquants
Le Grand Prix est remis au film roumain #dogpoopgirl (ro) d'Andrei Hutuleac, le prix spécial du jury au film allemand Suceurs de sang, une comédie marxiste de vampires de Julian Radlmaier (de) et le prix du meilleur réalisateur à Alekseï Fedortchenko  pour La Dernière Charmante Bulgarie,.

## Jury
- Brillante Mendoza (président du jury), réalisateur philippin
- Miloš Biković (sh), acteur serbe
- Karim Aïnouz, réalisateur brésilien
- Iouri Poteïenko, compositeur russe
- Niguina Saïfoullaeva, réalisatrice et scénariste russe

## Sélection

### En compétition internationale
- Un destello interior (es) d'Andrés Eduardo Rodríguez et Luis Alejandro Rodríguez  Venezuela
- Corazón Azul de Miguel Coyula  Cuba
- Onna-tachi (ja) (女たち) de Nobuteru Uchida (ja)  Japon
- Café by the Highway (荒野咖啡馆, Huāngyě kāfēi guān) de Shi Xiaofan  Chine
- Suceurs de sang, une comédie marxiste de vampires (Blutsauger) de Julian Radlmaier (de)  Allemagne
- Han (no) de Guro Bruusgaard  Norvège
- La Dernière Charmante Bulgarie (Последняя «Милая Болгария») de Alekseï Fedortchenko  Russie
- Gli indifferenti de Leonardo Guerra Seràgnoli (it)  Italie
- Plavi cvijet (hr) de Zrinko Ogresta (hr)  Croatie
- Santhoshathinte Onnam Rahasyam (en) (സന്തോഷത്തിന്റെ ഒന്നാം രഹസ്യം) de Don Palathara (en)  Inde
- Le Fils (fa) (پسر, Pesar) de Noushin Meraji (fa)  Iran
- L'Homme de Dieu (el) (ο άνθρωπος του θεού) de Yelena Popovic  Grèce
- El ventre del mar de Agustí Villaronga  Espagne
- #dogpoopgirl (ro) d'Andrei Hutuleac  Roumanie

### Film d'ouverture
- V2. Escape From Hell (Девятаев) de Timour Bekmambetov  Russie

### Film de clôture
- Le Café de mes souvenirs de Valto Baltzar  Finlande

## Palmarès

### Compétition internationale
- Grand Prix : #dogpoopgirl (ro) d'Andrei Hutuleac
- Prix spécial du jury : Suceurs de sang, une comédie marxiste de vampires de Julian Radlmaier (de)
- Prix du meilleur réalisateur : Alekseï Fedortchenko  pour La Dernière Charmante Bulgarie
- Prix de la meilleure actrice : Andreea Grămoșteanu pour son rôle dans #dogpoopgirl (ro)
- Prix du meilleur acteur : Soheil Ghanadan pour son rôle dans Le Fils (fa)

### Prix spécial
- Prix Stanislavski : Sergueï Nikonenko